# Paddington: Aventura a la selva
Paddington al Perú és una pel·lícula de comèdia d'aventures del 2024 dirigida per Dougal Wilson (en el seu debut com a director) i escrita per Mark Burton, Jon Foster i James Lamout a partir d'una història de Paul King, Simon Farnaby i el mateix Burton. És la tercera entrega de la sèrie de pel·lícules de Paddington, que es basa en les històries l'os Paddington de Michael Bond. En concret, és una seqüela de Paddington (2014) i Paddington 2 (2017). La pel·lícula és protagonitzada per Hugh Bonneville, Emily Mortimer, Julie Walters, Jim Broadbent, Carla Tous, Olivia Colman, Antonio Banderas i Ben Whishaw com la veu original de Paddington. Ha estat doblada al català.
La pel·lícula va començar a desenvolupar-se el febrer de 2021 i el títol oficial es va anunciar el juny de 2022. És el debut al llargmetratge de Wilson, i també el primer de la sèrie en ser coproduïda per Sony Pictures sota els seus segells Columbia Pictures i Stage 6 Films. El rodatge principal va tenir lloc entre juliol i octubre de 2023, al Regne Unit, Colòmbia i Perú.
El film es va estrenar als cinemes del Regne Unit a càrrec de StudioCanal el 8 de novembre de 2024. La pel·lícula va rebre crítiques positives.